# كروتون كولومبي
كروتون كولومبي (الاسم العلمي: Croton colombianus) هو نوع نباتي يتبع جنس الكروتون من فصيلة الحلابية.